# 심리치료중-in the Room-
《심리치료중-in the Room-》(일본어: 心療中-in the Room-)은 2013년 1월 12일부터 3월 30일까지 닛폰 TV 계열에서 매주 토요일 24:50 ~ 25:20(JST)에 방송된 일본의 텔레비전 드라마이다.

## 개요
본 작품은 이스라엘에서 제작된 드라마 《BeTipul》을 참고하여 만들어졌다. 또, 프로그램의 엔딩 크레딧 내의 스태프 롤 도중에 〈Inspired By Be'tipul〉(Be'tipul에 영감을 받았다)라는 문장으로 시작하는 말이 게재되어 있다.
주연 이나가키 고로가 연기하는 스쿨 카운셀러·텐마 료가, 학생·교사가 안고있는 고민, 또, 알리고 싶지 않은 것을 숨기려고 하는 심층 심리를 대화나 심리 요법을 이용하여 밝혀 나가는, 원 시츄에이션 드라마이다. 극 중에는 특별히 어지러운 장면 전개는 없고, 고등학교의 카운셀링 룸에서만 이야기가 진행된다.

## 출연자
텐마 료 (39) - 이나가키 고로 (SMAP)
죠케이 학원 스쿨 카운셀러. 클라이언트와 대화를 하고 있는 중에 참지 못하고 그 곳의 모든 것을 차단하고 싶은 충동에 사로잡히면 미야마에게 상담한다.

### 텐마에 관계하는 인물
텐마 유카 (13) - 야마모토 마이카
료의 딸.
텐마 아유무 (8) - 사토 루이키
료의 아들.
텐마 카나에 (35) - 사카이 미키
료의 아내.
하세가와 하루토 (19) - 노자와 유키 (noon boyz)
죠케이 학원 졸업생. 레코드 회사와 계약하고 반 년 후, 해고된다. 2년 전, 대학 진학을 선택하지 않고, 프로 뮤지션을 선택한 것은 애초에 실수가 아니었는가 하고 고민하고 있다.
미야마 미키코 (53) - 아사노 유코
미야마 멘탈 클리닉 원장. 료가 연구소에 근무하고 있을 때 7년간 지도하고 있었다.

### 클라이언트
카이바라 미나미/카이바라 미우 (18) - 스다 안나 (E-girls)
쌍둥이 자매. 질투 많은 남자친구가 원인으로 스트레스가 모여, 식사 장애가 재발한다.
타나카 슌 (17) - 타카다 쇼 (쟈니즈 Jr.)
카운셀링을 받은 후 3주간이 지나도, 텐마에게 상담하는 진짜 이유를 밝히지 않았다.
키타하라 렌 (18) - 센가 켄토 (Kis-My-Ft2) / 이토 나나 (18) - 요시쿠라 아오이
여자친구·나나가 임신한 것이나 결혼하는 것에의 불안으로부터 렌은 그녀가 금방 알아 버리는 바람을 되풀이 하며 피워버린다.
아이카와 사쿠야 (17) - 사나다 유마 (noon boyz)
자신의 무의식적인 악의를 멈추지 않고, 사람을 죽여버리기 전에 정신병원에 입원하고 싶다고 텐마에게 호소한다.
카타야마 히카루 (18) - 다나카 쥬리 (쟈니즈 Jr.)
사고로 목부터 아래가 움직이지 못하게 되어, 형이 여자친구를 위해 아무것도 해주지 않은 것에 괴로워하고 있다. 지금까지 형이 상냥하게 대해준 것을 일생 걸쳐 돌려주며 살아가고 싶어한다.
나루카와 루이 (18) - 요시나가 준
슌을 좋아하게 되어, 관심을 보이게 하려고 토마와 관계를 가진다. 그것을 슌이 눈치채어 소꿉친구인 3명의 관계가 망가져 버린다.

## 스태프
- 각본 - 아오야기 유미코
- 음악 - 마키도 타로
- 감독 - 카와이 하야토
- 주제가 - 야마시타 토모히사 〈케·세라·세라〉 (워너 뮤직 재팬)
- 프로듀서 - 우에노 히로유키, 사카시타 테츠야
- 기획 협력 - 쟈니즈 사무소
- 제작 프로덕션 - 닛테레 악스온
- 기획 제작 - 닛폰 TV
- 제작 저작 - 〈심리치료중-in the Room-〉 제작 위원회

## 방송 일자
| 각 화                                                      | 방송일          |
| ---------------------------------------------------------- | --------------- |
| #1                                                         | 2013년 1월 12일 |
| #2                                                         | 2012년 1월 19일 |
| #3                                                         | 2012년 1월 26일 |
| #4                                                         | 2012년 2월 2일  |
| #5                                                         | 2012년 2월 9일  |
| #6                                                         | 2012년 2월 16일 |
| #7                                                         | 2013년 2월 23일 |
| #8                                                         | 2013년 3월 2일  |
| #9                                                         | 2013년 3월 9일  |
| #10                                                        | 2013년 3월 16일 |
| #11                                                        | 2013년 3월 23일 |
| #12                                                        | 2013년 3월 30일 |
| 평균 시청률 2.1% (시청률은 간토 지구·비디오 리서치사 조사) |                 |

- 제2화는 토요 드라마 《울지마, 하라 짱》이 첫회 15분 확대 방송을 하여 25:05 ~ 25:35 방영.
- 제4화는 닛폰 TV 개국 60년 특별 프로그램 《닛테레×NHK 60번 승부》 방송 때문에 26:20 ~ 26:50 방영.
- 제11화는 프로그램 조정의 형편상 때문에 25:20 ~ 25:50 방송.